# جنيكيات
الجُنَيْكِيَّات أو قواقع القيثارة (الاسم العلمي Harpidae)، فصيلة حيوانات من الرخويات بطنيات الأرجل الحديثة.

## معرض صور

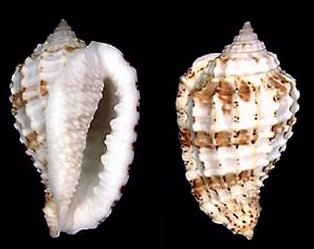
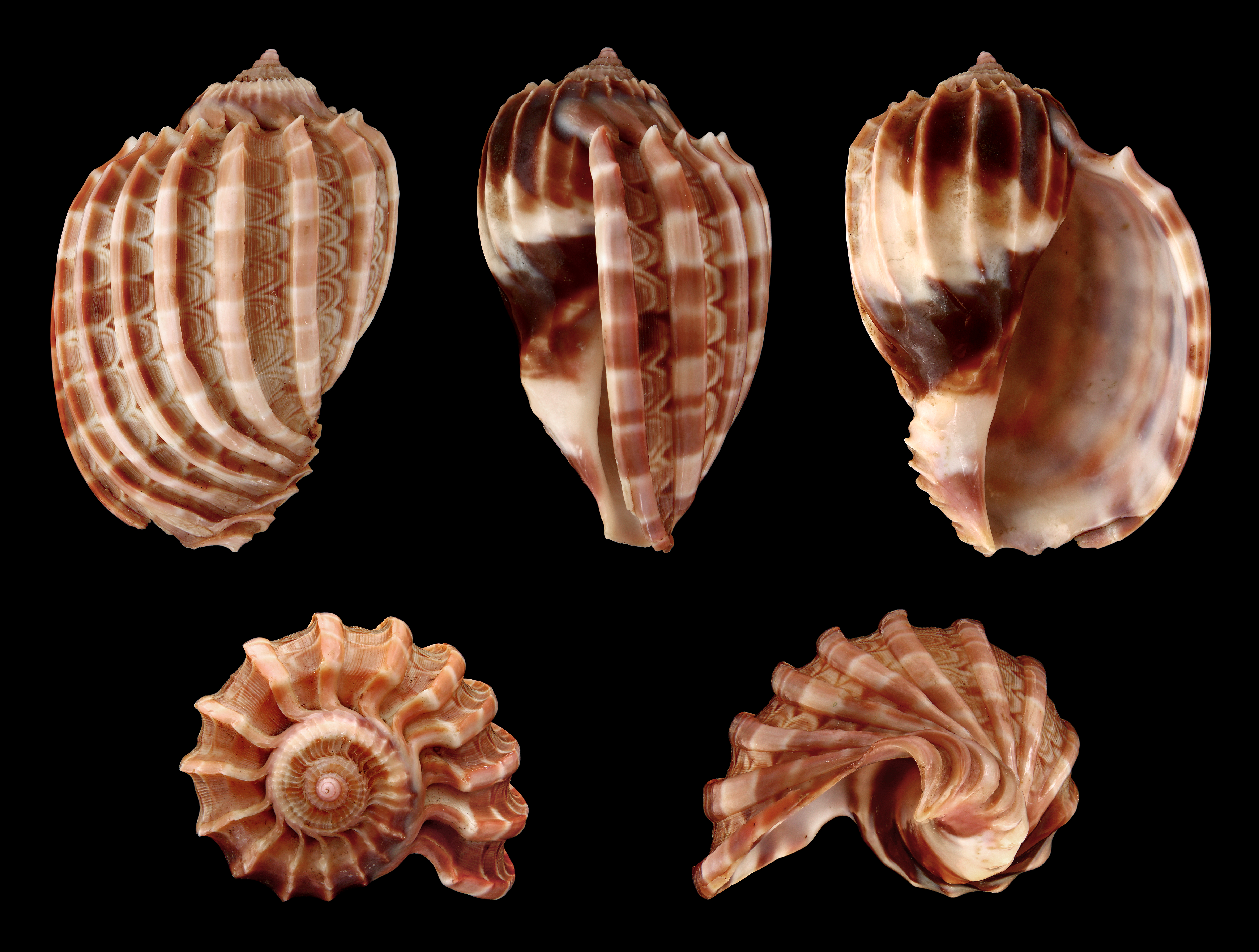
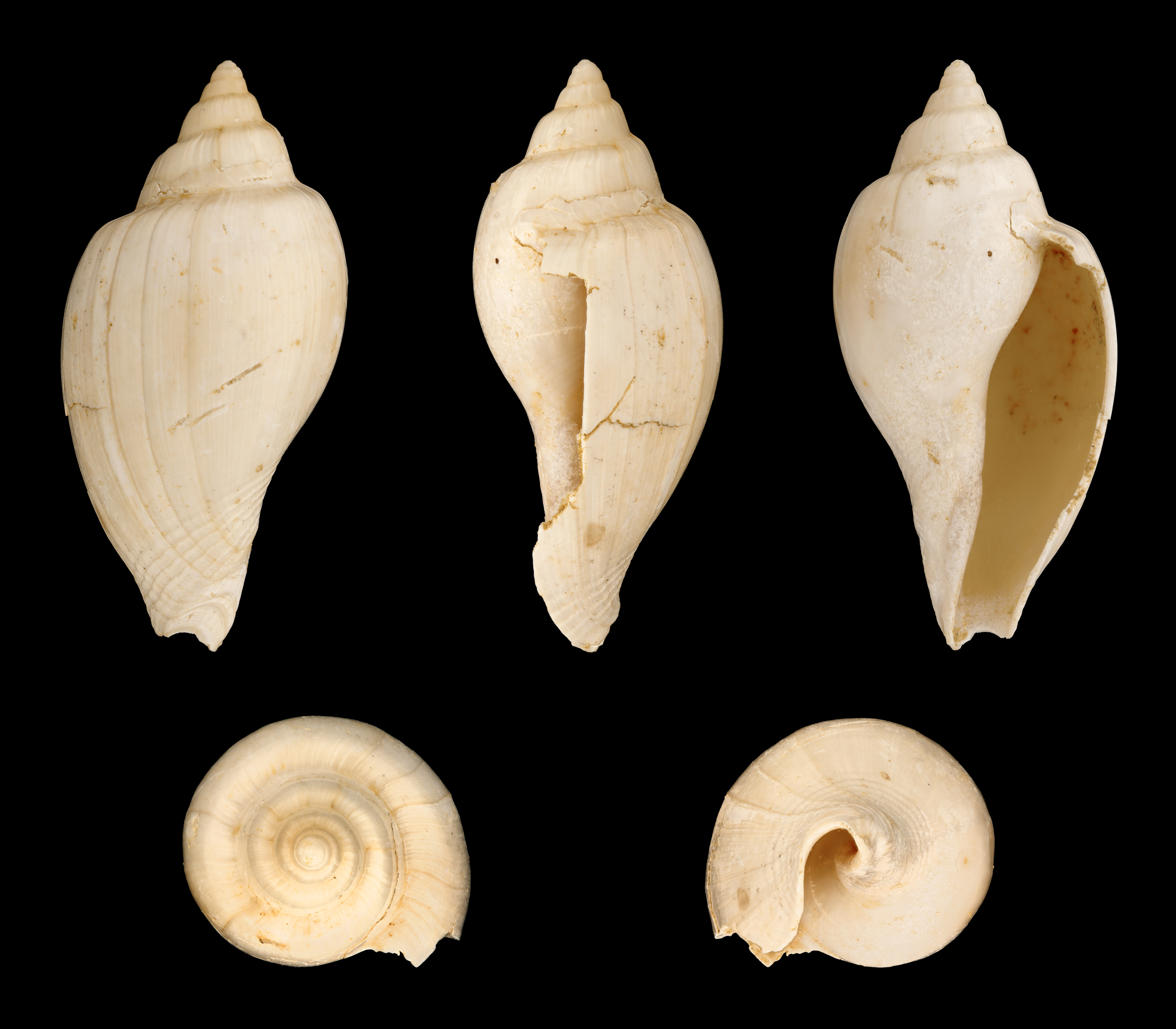